# هارتمن (دهانه)
هارتمن یک دهانه برخوردی در ماه‌ است.

## دهانه‌های اقماری
این دهانه ۱ دهانه اقماری دارد.
| Hartmann | عرض جغرافیایی | طول جغرافیایی | قطر          |
| -------- | ------------- | ------------- | ------------ |
| K        | ۱.۸° N        | ۱۳۶.۰° E      | ۱۳.۰ کیلومتر |